# Mångsporig krimmerlav
Mångsporig krimmerlav (Rinodina polyspora) är en lavart som beskrevs av Th. Fr. Mångsporig krimmerlav ingår i släktet Rinodina och familjen Physciaceae.  Arten är reproducerande i Sverige. Inga underarter finns listade i Catalogue of Life.